# Дамјан Поповић
Дамјан Поповић (Ивањица, 1. новембар 1857 — Београд, 1928) био је српски генерал и учесник Српско-турских ратова, Српско-бугарског рата, Балканских ратова и Првог светског рата.

## Биографија
Дамјан Поповић рођен је 1. новембра 1857. године. Имена родитеља нису позната. По завршетку 6. разреда гимназије у Крагујевцу, 1874. уписао се у Артиљеријску школу (11. класа) као 1. у рангу. Класни другови су му били будући генерали Михаило Живковић, Михаило Рашић и војводе Степа Степановић, Живојин Мишић, чиме је ова генерација сврстана у једну од најбољих. Због прекида школовања, изазваног ратом са Турском, школу је завршио 1880. године као први у рангу од двадесет три питомца. У периоду 1887—1888. боравио је у Одеси и Петрограду као државни питомац.

## Официрско напредовање
Током Првог српског-турског рата унапређен је у чин потпоручника 5. новембра 1876. године. Поручник је постао 20. октобра 1882, капетан 2. класе 2. фебруара 1887, капетан 1. класе 1. јануара 1891, мајор 22. фебруара 1893, потпуковник 22. фебруара 1897, пуковник 6. априла 1901. и генерал 1. новембра 1913.

## Активна служба
Још као питомац-наредник упућен је у рат 1876. као вршилац дужности ордонанс-официра Ужичке бригаде 1. класе. У периоду између два рата био је на служби у истој бригади и ађутант 8. комбинованог батаљона. У Другом српско-турском рату био је на месту вршиоца дужности ордонанс-официра при Моравичком батаљону, а затим командир 1. чете комбинованог артиљеријског батаљона. Са овог положаја, као ордонанс-официр, премештен је у Штаб Јаворског кора.
После ратова, до 1880. враћен је у Артиљеријску школу ради завршетка курса. До Српско-бугарског рата био је водник и вршилац дужности командира 1. чете инжињеријског батаљона. У рату са Бугарима заузимао је положај командира инжињеријске чете Моравске дивизије. Након рата обављао је праксу у железничкој команди и на Београдској железничкој станици. Затим је био шеф железничке станице Крагујевац, па шеф саобраћаја на прузи Лапово - Крагујевац. По повратку из Русије, од децембра 1888. постављен је за командира 2. чете у 1. инжињеријском батаљону. Затим је постао најпре вршилац дужности, а од маја 1893. и командир истог батаљона, а од октобра 1894. вршилац је дужности референта Дунавске дивизијске области (крајем 1895. потврђен је на том месту). У децембру исте године, одређен је и за члана Инжињеријског комитета Министарства војног. Уз све ове дужности, учествовао је у радовима на утврђивању Пирота и Ниша.
У августу 1899. одређен је за начелника Инжињеријско-техничког одељења Министарства војног, а уз ову дужност, фебруара 1900, постављен је и на место краљевог ађутанта. У наредном периоду променио је већи број положаја. Од октобра 1901. до априла 1902. био је командант Шумадијске пешадијске бригаде, а затим инспектор инжињеријске команде Активне војске. Истовремено, од средине августа 1903. постављен је и за члана Вишег војног савета. Мајски преврат затекао га је на месту команданта Пиротских утврђења.
Био је у делегацији која је довела Краља Петра из Женеве. Кратко време, 1903—1904, поново је би на дужности ађутанта, тада краља Петра I, а затим до маја 1906. на положају команданта Дунавске дивизијске области. Са овог места, по својој молби, а због притиска енглеске владе, заједно са групом виших официра, пензионисан је. Почетком Првог балканског рата још увек се налазио у пензији. Реактивиран је тек 14. јануара 1913. и неколико дана касније одређен је за команданта тзв. Приморских трупа. У нападу на Брдицу, фебруара 1913, у току опсаде Скадра, његове трупе су због преморености, глади и надмоћног положаја противника претрпеле тешке губитке — око 1800 људи избачено је из строја. Након овог пораза Поповић је смењен са командног положаја.
У Другом балканском рату био је командант Пиротских утврђења. За време арнаутске побуне командовао је трупама Нових области. Пензионисан је по други пут априла 1914. године због негативног реаговања у вези Уредбе о приоритету власти. У јуну 1914. поново је реактивиран. Током Првог светског рата поново се налазио на дужности команданта нових области, до октобра 1916, када је стављен на располагање Врховној команди. У фебруару 1917. по трећи пут коначно пензионисан трајно. На изрежираном Солунском процесу осуђен је прво на 10 година затвора, па му је казна повећана на 20 година на шта је оштро реаговала чувена Лејди Пеџет изјавивши да, ако генерал Дамјан Поповић буде осуђен и стрељан као наводни злочинац, она више никад неће крочити ногом у Србију У све поменуте дужности, 1897—1899. био је члан, а 1905. и председник испитних комисија за чин мајора.

## Домаћа одликовања
- Орден Карађорђеве звезде са мачевима 3. реда
- Орден белог орла 5. реда
- Орден Таковског крста 4. и 5. реда
- Сребрна медаља за храброст
- Споменица ратова 1876—1878.

## Делфа Иванић о Дамјану Поповићу
Дамјан Поповић је бринуо да нам Америка неће помоћи, јер је један наш генерал истерао из воза њихову делегацију. Замолио је Делфу Иванић да посредује и моли Луиз Паџет да она убеди ову америчку делегацију о потребама наше земље и народа и да на неки начин ублажи ову незгоду коју је тај официр учинио. Она је пристала и сви су (12. фебруара 1915), са делегацијом, отишли на вечеру у један ресторан поред Вардара у Скопљу. Хенри Џејмс је био секретар те делегације, а иначе је био председник америчких књижевника.